# Lilla (Rebsorte)
Lilla ist eine weiße, anspruchslose und pilzresistente Tafeltraube aus Ungarn. Durch ihre frühe Reife und gute Frostbeständigkeit ist auch der Anbau in etwas raueren Klimazonen möglich.

## Abstammung, Herkunft
Ist aus einer Kreuzung von Villard Blanc x (Pannonia Kinsce x Mathiasz Janos Diadala) entstanden. Die Neuzüchtung stammt von Jozsef Csizmazia vom Forschungsinstitut für Weinbau und Kellerwirtschaft in Eger.
Lilla ist weniger als Traubensorte denn als Vorname bekannt. Dieser Name wurde von dem ungarischen Dichter Mihály Csokonai Vitéz erfunden – so nannte er seine große Liebe (eigentlich hieß sie Juliana) in seinem Gedichtzyklus, entstanden 1793–1802, erschienen 1805. Der Name ist heute selten, aber die Gedichte sind Unterrichtsstoff in jeder Grundschule Ungarns. Der Namenstag von Lilla ist am 16. Februar des ungarischen Kalenders. Einschränkend muss hinzugefügt werden, dass "Lilla" als Name bereits in Lessings "Nathan der Weise" in einer Replik Verwendung findet (Akt IV, 3. Szene); "Nathan der Weise" erschien bereits 1779.

## Eigenschaften
Die Rebsorte hat einen starken Wuchs und reift Ende August bis Anfang September. Die Trauben sind groß, mit ovalen gelben Beeren, knackig, neutral, harmonisch im Geschmack mit festem Fruchtfleisch. Lilla verfügt über mittlere Toleranz gegen Echten und Falschen Mehltau sowie eine gute Frosthärte, neigt bei Überreife allerdings zu Grauschimmelfäule (Botrytis cinerea).
Die weiße Tafeltraube Lilla eignet sich gut für den Erwerbs- und Liebhaberanbau. Sie ist gegen Krankheiten sehr robust, kommt daher fast ohne Pflanzenschutz aus und ist harmonisch im Geschmack.